# Hypocala efflorescens
Hypocala efflorescens là một loài bướm đêm trong họ Noctuidae.